# روبرت بي. أوكلي
روبرت بي. أوكلي (بالإنجليزية: Robert B. Oakley)‏ هو دبلوماسي أمريكي، ولد في 12 مارس 1931 في دالاس في الولايات المتحدة، وتوفي في 10 ديسمبر 2014 في ماكلين (فرجينيا) في الولايات المتحدة بسبب مرض باركنسون.

## وصلات خارجية
- روبرت بي. أوكلي على موقع إن إن دي بي (الإنجليزية)